# Francisca Romana
De heilige Francisca Romana of Francesca van Rome (Rome 1384 - aldaar, 9 maart 1440), ook genoemd Francisca Ponziani naar haar echtgenoot, was de stichter van de oblaten van Tor de' Specchi in Rome. Ze was bekend als mystica en weldoenster in Rome. De Romeinse kerk Santa Maria Nuova aan het Forum Romanum is naar haar genoemd.

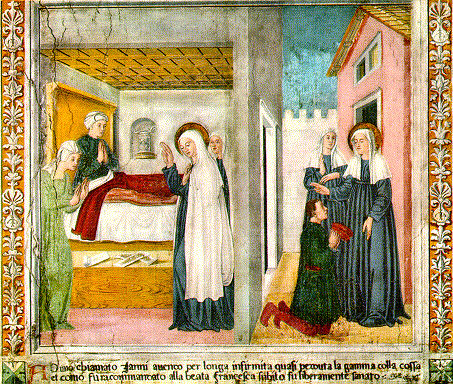
Goede werken van Francesca van Rome

## Levensloop
Zij groeide op in de buurt van Piazza Navona in Rome. Tegen haar wil moest ze huwen met Lorenzo Ponziani, bevelhebber van de pauselijke troepen. Deze was vrij begoed en bezat talrijke landbouwgronden, voorraadschuren en boerderijen rond Rome. Door de vele afwezigheden van haar man werd Francisca de feitelijke eigenaar van het familiefortuin, kennelijk tegen de zin van haar oude schoonvader. Van Francisca werd verteld dat zij talrijke aalmoezen uitdeelde, zieken verzorgde met kruiden uit haar kruidentuin en als vroedvrouw hielp waar ze kon.
Toen in 1402 de burgers van Rome uitgehongerd waren door de oorlog met het koninkrijk Napels, opende zij de poorten van de voorraadschuren. Zij deelde graan, olijven en andere goederen uit. Zij stichtte een gezelschap van ongehuwde vrouwen op een familieterrein aan de Capitolijn om haar te helpen bij al haar taken van weldoenster en verzorger (1425). Haar faam verspreidde zich over Rome.
Haar man werd zwaar verlamd door een kwetsuur op het slagveld en werd vele jaren door Francisca verzorgd. Francisca verloor twee van haar drie zonen aan de pest. Tijdens een pestepidemie in Rome had zij pestlijders in haar woning toegelaten en raakten twee zonen geïnfecteerd. Een derde zoon was ze bijna kwijt als gijzelaar toen het Napolitaanse leger belangrijke burgers in Rome als gijzelaar opeiste. Volgens de legende wilde geen paard van het Napolitaanse leger dit jongetje dragen en werd het jongetje bijgevolg teruggegeven aan de moeder. Francisca moest wel ondergaan dat het stadspaleis van de familie geplunderd werd door de Napolitanen. Ze voelde zich verwant met de ongelukkige Job uit de Bijbel.
Het gezelschap van helpende dames vormde Francisca om tot de oblatenorde van Tor de' Specchi (1433), onder bestuur van de Olivetanen. Na de dood van haar man verhuisde Francisca naar haar orde van oblaten aan de Capitolijn. In deze periode kreeg ze meer en meer visioenen en mystieke ervaringen. Zo schreef ze 'il demonio non dorme mai' (of de duivel slaapt nooit). Kloosterlingen van Monte Oliveto schreven haar visioenen op. Francisca besteedde veel aandacht aan de vriendschap met de beschermengel. Zelf schreef ze nooit theorieën over angelologie of leer der engelen. Anderen deden dat voor haar.
De Roomse kerk was in die tijd verscheurd door het Grote Schisma. Door de pausen in Avignon was de situatie in Rome chaotisch, zowel militair als economisch. Francisca steunde volop de paus in Rome, Eugenius IV in zijn strijd tegen de tegenpausen. Zijn demarches tijdens het concilie van Bazel (1431-1439) steunde zij consequent.

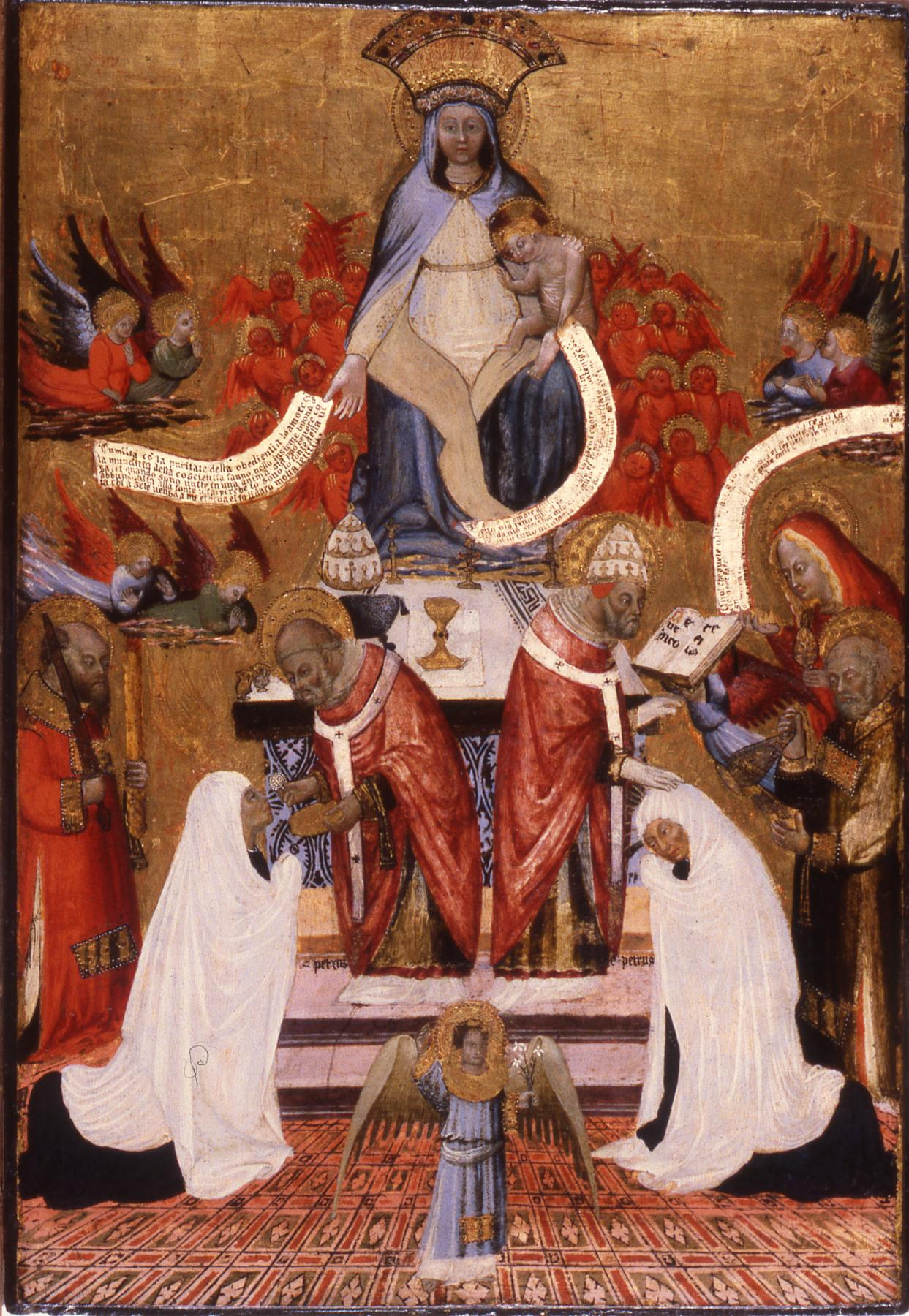
Visioenen van Francisca van Rome

In 1440 verbleef zij opnieuw in het stadspaleis Ponziani, waar haar zoon ziek verpleegd werd. De zoon genas maar zij overleed op 9 maart 1440. Haar lichaam werd opgebaard in de kerk van de Olivetanen in Rome, de Santa Maria Nuova, waar de Romeinen drie dagen lang kwamen begroeten. Deze kerk werd al snel naar haar genoemd, nadat zij er begraven werd.

## Heilige
In 1608 verklaarde paus Paulus V haar heilig en werd zij een van de patroonheiligen van de stad Rome. Zij wordt afgebeeld met haar beschermengel of met aalmoezen of als verzorgende van wonden. In 1951 werd zij tot beschermheilige van de automobilisten uitgeroepen.

## Vernoeming
In Nederland is in De Cocksdorp op het eiland Texel een Francisca Romanakerk.